# Sanjay Ayre
Sanjay Claude Ayre (Kingston, 19 giugno 1980) è un ex velocista giamaicano.

## Palmarès
| Anno | Manifestazione          | Sede          | Evento      | Risultato  | Prestazione | Note |
| ---- | ----------------------- | ------------- | ----------- | ---------- | ----------- | ---- |
| 1998 | Mondiali U20            | Annecy        | 4×400 m     | Bronzo     | 3'05"31     |      |
| 2000 | Giochi olimpici         | Sydney        | 4×400 m     | Argento    | 2'58"78     |      |
| 2001 | Mondiali                | Edmonton      | 4×400 m     | Argento    | 2'58"39     |      |
| 2002 | Giochi del Commonwealth | Manchester    | 400 m piani | Semifinale | 45"43       |      |
| 2002 | Giochi del Commonwealth | Manchester    | 4×400 m     | Finale     | dnf         |      |
| 2003 | Giochi panamericani     | Santo Domingo | 4×400 m     | Oro        | 3'01"81     |      |
| 2003 | Mondiali                | Saint-Denis   | 4×400 m     | Argento    | 2'59"60     |      |
| 2004 | Mondiali indoor         | Budapest      | 4×400 m     | Oro        | 3'05"21     |      |
| 2004 | Giochi olimpici         | Atene         | 4×400 m     | Batteria   | dq          |      |
| 2005 | Mondiali                | Helsinki      | 4×400 m     | Bronzo     | 2'58"07     |      |
| 2006 | Mondiali indoor         | Mosca         | 400 m piani | Batteria   | dq          |      |
| 2006 | Mondiali indoor         | Mosca         | 4×400 m     | Batteria   | dnf         |      |
| 2006 | Giochi CAC              | Cartagena     | 4×400 m     | Oro        | 3'01"78     |      |
| 2007 | Mondiali                | Osaka         | 400 m piani | Semifinale | dnf         |      |
| 2007 | Mondiali                | Osaka         | 4×400 m     | 4º         | 3'00"76     |      |
| 2008 | Giochi olimpici         | Pechino       | 400 m piani | Batteria   | 45"66       |      |
| 2008 | Giochi olimpici         | Pechino       | 4×400 m     | 7º         | 3'01"45     |      |
| 2010 | Mondiali indoor         | Doha          | 4×400 m     | Finale     | dnf         |      |